# Agnese di Saarbrücken

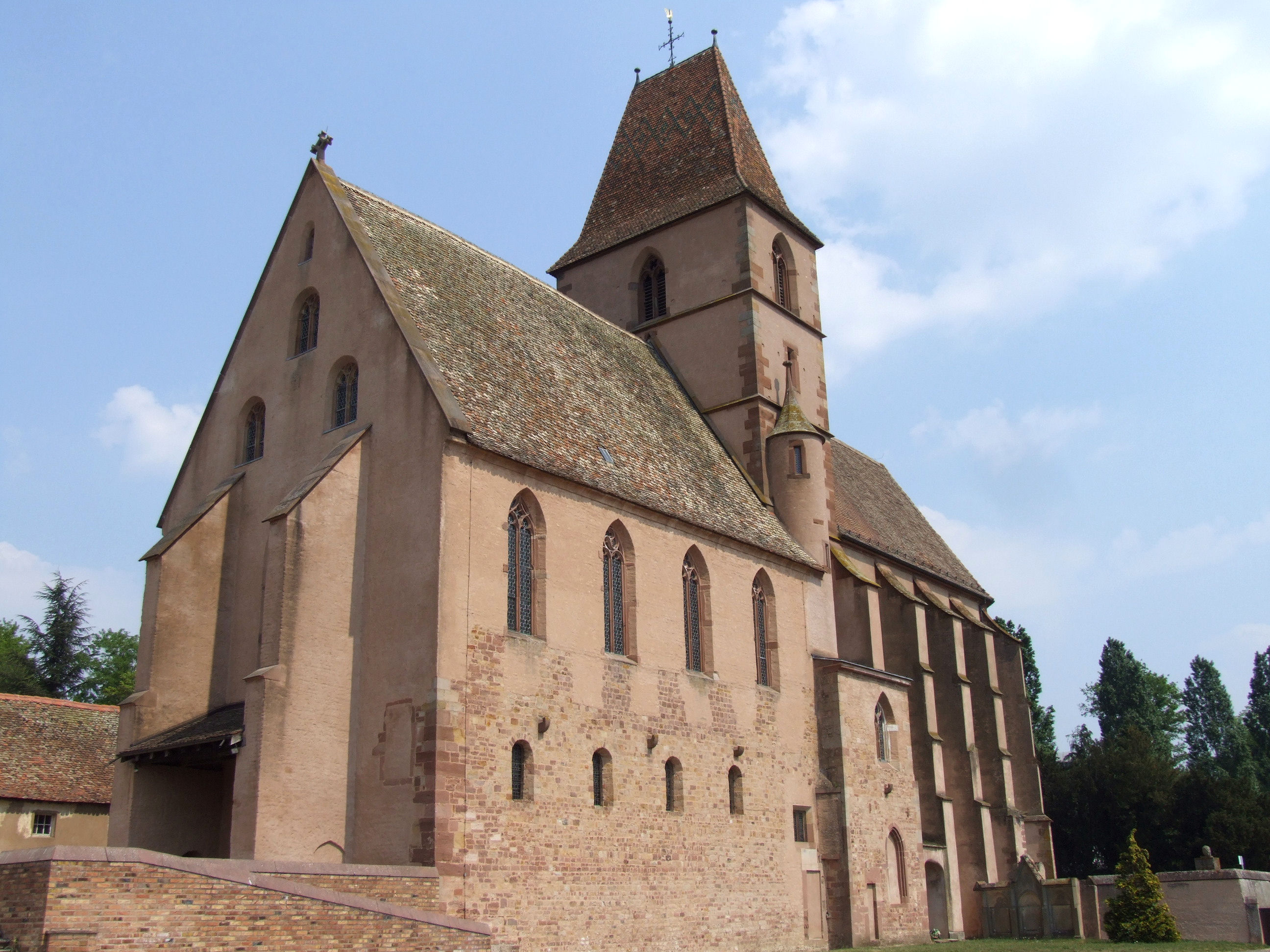
Chiesa di Santa Walburga a Walbourg.

Agnese di Saarbrücken (1115 circa – dopo il 1147) fu duchessa di Svevia dal 1132/1133 al 1147.

## Biografia
Agnese (in tedesco Agnes von Saarbrücken) era la figlia del conte Federico di Saarbrücken. Sposò il duca Federico II di Svevia della dinastia Hohenstaufen intorno al 1132/33. Da questo secondo matrimonio, Federico, che era stato sposato con Giuditta Welfen, madre dell'imperatore Federico I Barbarossa, ebbe diversi figli:
- Giuditta (Jutta), che sposò Ludovico II di Turingia della dinastia dei Ludovingi;
- Corrado, conte palatino del Reno.

Agnese fu sepolta insieme al marito, morto prima di lei, nella chiesa del monastero di Santa Walburga (a Walbourg, oggi in Francia). Le tombe di Federico e Agnese oggi non esistono più.